# Arabis erikii
Arabis erikii là một loài thực vật có hoa trong họ Cải. Loài này được Mutlu mô tả khoa học đầu tiên năm 2004.